# فهرست شهرهای بولیوی
این فهرست شامل شهرک‌ها و شهرهای پرجمعیت در بولیویاست.

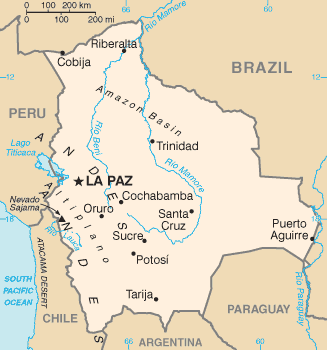
Map of Bolivia

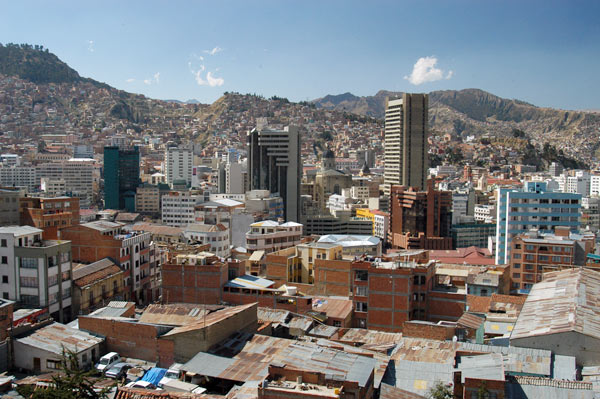
لاپاز، Capital of بولیوی

| شهرهای بولیوی به ترتیب جمعیت |                               |                  |                  |                       |                 |
| رتبه                         | شهر                           | سرشماری سال ۱۹۹۲ | سرشماری سال ۲۰۰۱ | جمعیت تقریبی سال ۲۰۰۸ | درصد رشد سالانه |
| ۱                            | سانتا کروس د لا سیرا (بولیوی) | ۶۹۷ ۲۷۸          | ۱ ۱۱۳ ۵۸۲        | ۱ ۵۴۵ ۱۶۱             | ۴٫۷۹            |
| ۲                            | ال آلتو                       | ۴۲۴ ۵۲۸          | ۶۴۷ ۳۵۰          | ۹۰۷ ۸۸۷               | ۴٫۹۵            |
| ۳                            | لاپاز                         | ۷۱۳ ۳۷۸          | ۷۸۹ ۵۸۵          | ۸۷۷ ۳۶۳               | ۱٫۵۲            |
| ۴                            | کوچابامبا                     | ۵۱۶ ۶۸۳          | ۵۱۶ ۶۸۳          | ۶۰۸ ۲۷۶               | ۲٫۳۶            |
| ۵                            | سوکره                         | ۱۳۱ ۷۶۹          | ۱۹۳ ۸۷۶          | ۲۸۱ ۲۴۰               | ۵٫۴۶            |
| ۶                            | اورورو (بولیوی)               | ۱۸۳ ۴۲۲          | ۲۰۱ ۲۳۰          | ۲۲۸ ۶۲۴               | ۱٫۸۴            |
| ۷                            | تاریخا                        | ۹۰ ۱۱۳           | ۱۳۵ ۷۸۳          | ۱۹۴ ۷۶۸               | ۵٫۲۹            |
| ۸                            | پوتوسی                        | ۱۱۲ ۲۹۱          | ۱۳۲ ۹۶۶          | ۱۶۰ ۶۴۸               | ۲٫۷۴            |
| ۹                            | ساکابا                        | ۹۲ ۵۸۱           | ۹۲ ۵۸۱           | ۱۰۴ ۲۸۵               | ۱٫۷۲            |
| ۱۰                           | مونترو (بولیوی)               | ۵۷ ۰۲۷           | ۷۸ ۲۹۴           | ۹۸ ۰۷۸                | ۳٫۲۷            |
| ۱۱                           | ترینیداد (بولیوی)             | ۵۷ ۳۲۸           | ۷۵ ۹۸۷           | ۹۲ ۰۵۰                | ۲٫۷۸            |
| ۱۲                           | ریبرالتا                      | ۴۳ ۴۵۴           | ۶۴ ۵۱۱           | ۸۴ ۸۸۸                | ۴٫۰۰            |
| ۱۳                           | یاکویبا                       |                  | ۶۴ ۶۱۱           | ۸۴ ۷۷۹                | ۱٫۵۲            |
| ۱۴                           | کوییللاکوللو                  | ۷۴ ۹۸۰           | ۷۴ ۹۸۰           | ۸۴ ۵۴۸                | ۱٫۷۳            |
| ۱۵                           | کوکاپیرهوا                    | ۴۱ ۶۳۷           | ۴۱ ۶۳۷           | ۴۷ ۰۴۱                | ۱٫۷۶            |
| ۱۶                           | کوبیجا                        | ۱۰ ۰۰۱           | ۲۰ ۸۲۰           | ۴۰ ۱۲۵                | ۹٫۸۳            |
| ۱۷                           | گوایارانیرین                  | ۲۷ ۷۰۶           | ۳۳ ۰۹۵           | ۳۷ ۱۲۱                | ۱٫۶۵            |
| ۱۸                           | ویاچا                         |                  | ۲۹ ۱۰۸           | ۳۵ ۱۰۲                |                 |
| ۱۹                           | ویللازون                      | ۲۳ ۶۷۰           | ۲۸ ۰۴۵           | ۳۳ ۹۴۳                | ۲٫۷۶            |
| ۲۰                           | کامیری                        | ۲۷ ۹۷۱           | ۲۶ ۵۰۵           | ۳۲ ۶۷۰                | ۳٫۰۳            |
| ۲۱                           | برمجو                         | ۲۱ ۳۹۴           | ۲۶ ۰۵۹           | ۳۲ ۱۴۰                | ۳٫۰۴            |
| ۲۲                           | تیکوییپایا                    | ۲۶ ۷۳۲           | ۲۶ ۷۳۲           | ۳۰ ۲۲۷                | ۱٫۷۷            |
| ۲۳                           | ال کارمن                      | ۴ ۷۶۱            | ۱۳ ۰۹۴           | ۲۶ ۵۴۸                | ۱۰٫۶۲           |
| ۲۴                           | سن ایگناسیو د ویلاسکو         | ۱۲ ۵۶۵           | ۱۹ ۴۰۱           | ۲۶ ۵۳۵                | ۴٫۵۷            |
| ۲۵                           | وارنس (سانتا کروز)            | ۱۰ ۸۶۶           | ۱۷ ۸۷۲           | ۲۵ ۶۱۹                | ۵٫۲۸            |
| ۲۶                           | توپیزا                        | ۲۰ ۱۳۷           | ۲۱ ۷۰۷           | ۲۴ ۴۹۱                | ۱٫۷۴            |
| ۲۷                           | سن بورجا                      | ۱۱ ۰۷۲           | ۱۶ ۸۹۱           | ۲۲ ۷۳۶                | ۴٫۳۴            |
| ۲۸                           | واللامونتس                    | ۱۱ ۰۸۶           | ۱۶ ۱۱۳           | ۲۲ ۶۷۵                | ۵٫۰۰            |
| ۲۹                           | کوتوکا                        | ۹ ۲۲۹            | ۱۵ ۱۸۱           | ۲۱ ۷۶۴                | ۵٫۲۸            |
| ۳۰                           | یاپاسانی                      | ۸ ۵۸۵            | ۱۴ ۵۸۹           | ۲۱ ۴۲۸                | ۵٫۶۵            |